# ساموئل آراباجیان
ساموئل روبرتی آراباجیان (ارمنی: Սամվել Ռոբերտի Արաբաջյան؛  زادهٔ ۲۷ اکتبر ۱۹۷۰) سیاستمدار، حقوق‌دان اهل ارمنستان است.

## زندگی‌نامه
وی در ۲۷ اکتبر ۱۹۷۰ در ایروان به دنیا آمد و از دانشکده حقوق دانشگاه دولتی ایروان (۱۹۹۶) فارغ‌التحصیل گشت. همچنین برندهٔ جوایزی همچون نشان آنانیا شیراکاتسی (۲۰۰۸) شده است.

## یادداشت
1. ↑  hy:Կաղապար:Հայաստանի Հանրապետության հանրային ծառայությունները կարգավորող հանձնաժողովի անդամներ
2. ↑  ՀՀ բնական մենաշնորհների կարգավորման հանձնաժողովի անդամ
3. ↑  Արմեն Բաղդասարյան